# Trachycladus laevispirulifer
Trachycladus laevispirulifer är en svampdjursart som beskrevs av Carter 1879. Trachycladus laevispirulifer ingår i släktet Trachycladus och familjen Trachycladidae.
Artens utbredningsområde är havet kring Australien. Inga underarter finns listade i Catalogue of Life.